# Jan Dubraw
 (avril 2025).
 (avril 2025).
Jan Dubraw (né Jan Skala, à Plzen, en 1486, mort le 6 septembre 1553) est un diplomate tchèque du XVIe siècle qui accéda au trône épiscopal d'Olmütz. Il a laissé une érudite « Histoire de la Bohême ».

## Biographie
S'estimant descendant de l'ancienne maison aristocratique morave des Dubrausky, il adopta ce nom de plume. Il fit ses études en Italie et y prit ses degrés en droit. À son retour, l’évêque d’Olmütz, Stanislas Theuson, le nomma son conseiller et se reposa sur lui de l’administration de ses États. Il conduisit les troupes de l’évêque au secours de Vienne assiégée par les Turcs, et se distingua par son courage dans plusieurs occasions. 
Nommé évêque d’Olmutz (1541), il combattit les hussites dans son diocèse, et ses talents diplomatiques le firent employer dans des circonstances difficiles en Silésie et en Bohême : il y présida la chambre créée pour juger les chefs de la Ligue de Smalkade. Son « Histoire de Bohême » (Historia regni Bohemiœ ab initio Bohemorum, libri triginta et tres, Gunther, 1552, in-fol.) constitue le plus important et le plus estimé de ses ouvrages. L'édition princeps est un in-folio extrêmement rare, imprimé aux frais de l’auteur à Prostau, petite ville de Moravie. Thomas Jourdain l'a republiée à Bâle (1578) avec un index. Dans cette édition, l’ouvrage de Dubraw est suivi de l’« Histoire de Bohème » d’Enéas Sylvius. Freher les a insérées toutes les deux dans ses Scriptores rerum Bohemicarum, Hanau, 1602, in-fol. Enfin on les a réimprimées ensemble à Francfort, en 1687.
On a encore de Dubraw : 
- De Piscinis libri quinti, Zurich, 1557 ; Nuremberg, 1596, in-8° ; nouvelle édition, 1671, in-4° (voy. Conring).
- Un Commentaire sur le psaume V ;
- (sous le nom de Xenocrates) Sur la Qualité des aliments qui se tirent des poissons ;
- une traduction en vers latins des Aphorismes d’Hippocrate
- des notes sur Martianus Capella.

## Source
- « Jan Dubraw », dans Louis-Gabriel Michaud, Biographie universelle ancienne et moderne : histoire par ordre alphabétique de la vie publique et privée de tous les hommes avec la collaboration de plus de 300 savants et littérateurs français ou étrangers, 2e édition, 1843-1865 [détail de l’édition]